# جيم ويلسون (لاعب كرة قدم)
جيم ويلسون (بالإنجليزية: Jim Wilson)‏ هو لاعب كرة قدم بريطاني في مركز ظهير ‏، ولد في 6 أغسطس 1945 في اسكتلندا في المملكة المتحدة. لعب مع نادي كوينز بارك.